# Zofia Klepacka
Zofia Teresa Noceti-Klepacka, née le 26 avril 1986 à Varsovie, est une véliplanchiste polonaise.

## Palmarès

### Jeux olympiques
- 12e place en planche à voile en 2004.
- 7e place en planche à voile en 2008.
- Médaille de bronze de RS:X en 2012.

### Championnats du Monde
- Médaille d'or de RS:X en 2007.
- Médaille d'argent de RS:X en 2011.
- Médaille d'argent de RS:X en 2012.

### Championnats d'Europe
- Médaille de bronze de RS:X en 2010.
- Médaille d'or de RS:X en 2011.
- Médaille de bronze de RS:X en 2014.
- Médaille de bronze de RS:X en 2015.
- Médaille d'argent de RS:X en 2016.
- Médaille d'or de RS:X en 2017.
- Médaille d'or de RS:X en 2018.
- Médaille de bronze de RS:X en 2020.
- Médaille de bronze de RS:X en 2021.